# ビリー・ホリデイ物語/奇妙な果実
『ビリー・ホリデイ物語/奇妙な果実』（ビリー・ホリディものがたり/きみょうなかじつ、原題：Lady Sings the Blues）は、1972年制作のアメリカ合衆国の伝記映画。
“ジャズ史上最大の歌手”といわれるビリー・ホリデイの歌に愛に生き麻薬に溺れた半生を、自伝『奇妙な果実 -ビリー・ホリデイ自伝』を原作に描く。ダイアナ・ロスがビリー・ホリデイを演じて女優デビューし、高い評価を受けた（後述）。

## キャスト
※括弧内は日本語吹替
- ビリー・ホリデイ：ダイアナ・ロス（藤田淑子）
- ルイス・マッケイ：ビリー・ディー・ウィリアムズ（麦人）
- レグ・ハンリー：ジェームズ・T・キャラハン（嶋俊介）
- ハリー：ポール・ハンプトン（納谷六朗）
- ピアノ奏者：リチャード・プライヤー（玄田哲章）
- ジェリー：シド・メルトン（緒方賢一）
- ビリーの母親：ヴァージニア・ケイパーズ
- イヴォンヌ：イヴォンヌ・フェアー（片岡富枝）
- ホーク：ロバート・ゴーディ（郷里大輔）
- ビッグ・ベン：スキャットマン・クローザース
- ジョージ・ワイナー

※放送番組名、放送日時不明。

## 評価
当初、演技未経験のダイアナ・ロスがビリー・ホリデイを演じることに批判もあったが、映画が公開されるとその演技は批評家の称賛を得、数々の賞にノミネートされ、受賞した。
- 第45回アカデミー賞5部門ノミネート
  - 主演女優賞（ダイアナ・ロス）
  - 脚本賞
  - 編曲・歌曲賞
  - 衣裳デザイン賞
  - 美術賞[4][5]
- 第30回ゴールデングローブ賞
  - ゴールデングローブ賞 映画部門 主演女優賞 (ドラマ部門)ノミネート（ダイアナ・ロス）
  - 新人賞受賞（ダイアナ・ロス）[6]
- NAACPイメージ・アワード3部門受賞
  - 作品賞
  - 主演女優賞（ダイアナ・ロス）
  - 主演男優賞（ビリー・ディー・ウィリアムズ）[7]

また、本作のサウンドトラックは『ビルボード』のアルバム・チャートに1972年11月末に初登場、映画公開後ゆっくりと人気に火が付き、初登場から20週後に1位となった。その後、全米チャートに54週間留まった。サントラアルバムは200万枚近くを売り上げ、ロスのアルバムのベストセラーの1つとなった。

## 関連作品
- ザ・ユナイテッド・ステイツ vs. ビリー・ホリデイ - 同じビリー・ホリデイの伝記映画。